# فهرست دستاوردهای شغلی لوئیس همیلتون

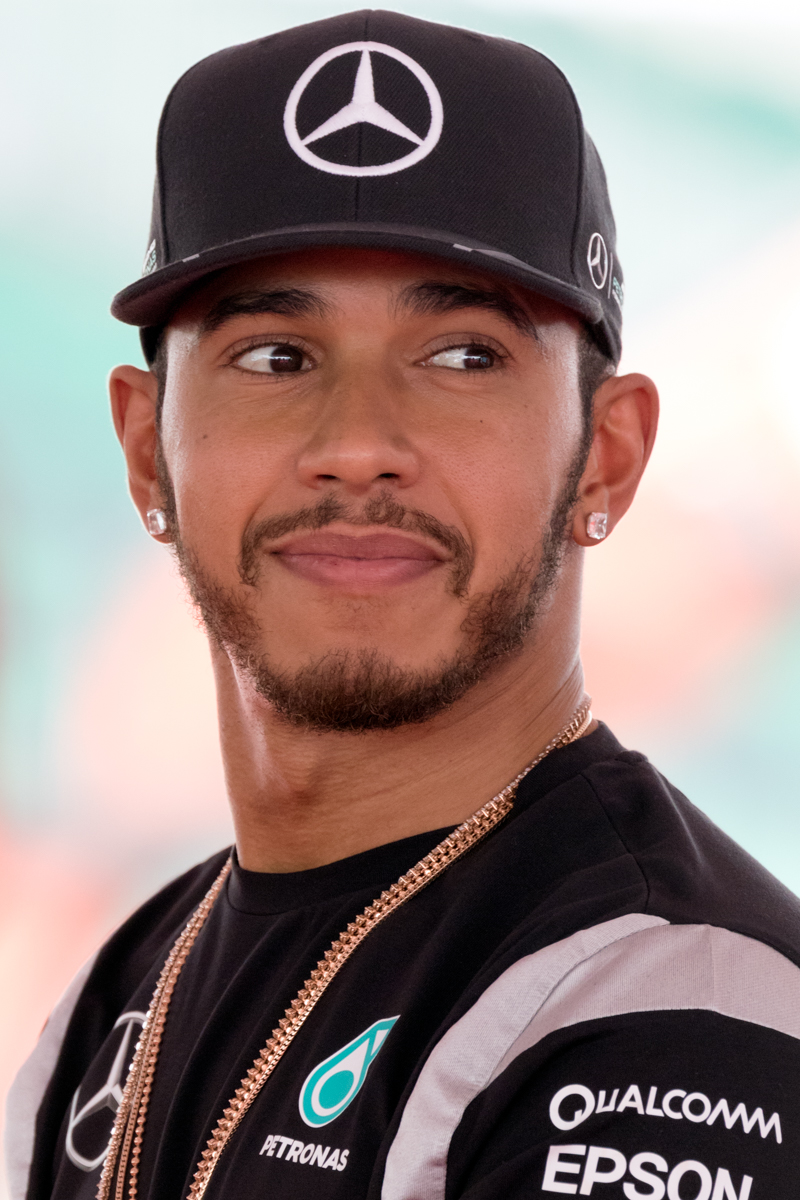
همیلتون در جایزه بزرگ مالزی ۲۰۱۶

لوئیس همیلتون یک راننده مسابقه‌ای بریتانیایی است. او در طول دوران حرفه‌ای خود در رده‌های پایه، قهرمان مسابقات فرمول رنو ۲٫۰ بریتانیا (۲۰۰۳)، سوپرجایزه بحرین (۲۰۰۴)، سری قهرمانی فرمول ۳ اروپا (۲۰۰۵)، رقابت مسترز فرمول ۳ (۲۰۰۵) و سری مسابقات جی‌پی۲ (۲۰۰۶) شد. در دوران فعالیتش در فرمول یک، همیلتون موفق به کسب هفت عنوان قهرمانی جهان شده است؛ رکوردی که با راننده آلمانی، میشائیل شوماخر، مشترک است.

## فرمول یک

### قهرمانی جهان
| شماره. | فصل  | تیم    | پیروزی‌ها | سکوها | پل پوزیشن‌ها | کنار رفتن‌ها | امتیازات | منابع.        |
| ------ | ---- | ------ | -------- | ----- | ----------- | ----------- | -------- | ------------- |
| 1      | ۲۰۰۸ | مک‌لارن | 5        | 10    | 7           | 1           | 98       | [ ۹ ] [ ۱۰ ]  |
| 2      | ۲۰۱۴ | مرسدس  | 11       | 16    | 7           | 3           | 384      | [ ۱۱ ] [ ۱۲ ] |
| 3      | ۲۰۱۵ | مرسدس  | 10       | 17    | 11          | 1           | 381      | [ ۱۳ ] [ ۱۴ ] |
| 4      | ۲۰۱۷ | مرسدس  | 9        | 13    | 11          | 0           | 363      | [ ۱۵ ] [ ۱۶ ] |
| 5      | ۲۰۱۸ | مرسدس  | 11       | 17    | 11          | 1           | 408      | [ ۱۷ ] [ ۱۸ ] |
| 6      | ۲۰۱۹ | مرسدس  | 11       | 17    | 5           | 0           | 413      | [ ۱۹ ] [ ۲۰ ] |
| 7      | ۲۰۲۰ | مرسدس  | 11       | 14    | 10          | 0           | 347      | [ ۲۱ ] [ ۲۲ ] |

## پیروزی‌ها
توضیحات:
- شماره. – شماره پیروزی؛  به عنوان مثال، عدد "۱" نشان دهنده اولین پیروزی همیلتون در این مسابقات است.
- مسابقه – شماره مسابقه در کارنامه فرمول یک همیلتون؛  به عنوان مثال "۱۵" به معنای پانزدهمین حضور همیلتوندر فرمول یک است.
- گرید – جایگاه آغازین راننده در مسابقه، مثال عدد ۱ نشان دهنده شروع مسابقه از خط یک است.
- فاصله – حاشیه پیروزی، اختلاف با نفر دوم در قالب دقیقه: ثانیه، میلی ثانیه
- – لوئیس همیلتون در آن فصل موفق به کسب قهرمانی جهان شده است.

| شماره. | مسابقه | تاریخ           | فصل  | جایزه بزرگ   | پیست            | گرید | اختلاف   | تیم    | موتور | شاسی            | منابع. |
| ------ | ------ | --------------- | ---- | ------------ | --------------- | ---- | -------- | ------ | ----- | --------------- | ------ |
| 1      | 6      | ۱۰ ژوئن ۲۰۰۷    | ۲۰۰۷ | کانادا       | ژیل ویلنوو      | 1    | ۰:۰۴٫۳۴۳ | مک‌لارن | مرسدس | مک‌لارن MP4-22   | [ ۲۷ ] |
| 2      | 7      | ۱۷ ژوئن ۲۰۰۷    | ۲۰۰۷ | ایالات متحده | ایندیاناپلیس    | 1    | ۰:۰۱٫۵۱۸ | مک‌لارن | مرسدس | مک‌لارن MP4-22   | [ ۲۸ ] |
| 3      | 11     | ۵ اوت ۲۰۰۷      | ۲۰۰۷ | مجارستان     | پیست هنگارورینگ | 1    | ۰:۰۰٫۷۱۵ | مک‌لارن | مرسدس | مک‌لارن MP4-22   | [ ۲۹ ] |
| 4      | 15     | ۳۰ سپتامبر ۲۰۰۷ | ۲۰۰۷ | ژاپن         | پیست فوجی       | 1    | ۰:۰۸٫۳۷۷ | مک‌لارن | مرسدس | مک‌لارن MP4-22   | [ ۳۰ ] |
| 5      | 18     | ۱۶ مارس ۲۰۰۸    | ۲۰۰۸ | استرالیا     | پیست آلبرت پارک | 1    | ۰:۰۵٫۴۷۸ | مک‌لارن | مرسدس | مک‌لارن ام‌پی۴-۲۳ | [ ۳۱ ] |
| 6      | 23     | ۲۵ مه ۲۰۰۸      | ۲۰۰۸ | موناکو       | پیست موناکو     | 3    | ۰:۰۳٫۰۶۴ | مک‌لارن | مرسدس | مک‌لارن ام‌پی۴-۲۳ | [ ۳۲ ] |
| 7      | 26     | ۶ ژوئیه ۲۰۰۸    | ۲۰۰۸ | بریتانیا     | پیست سیلورستون  | 4    | ۱:۰۸٫۵۷۷ | مک‌لارن | مرسدس | مک‌لارن ام‌پی۴-۲۳ | [ ۳۳ ] |
| 8      | 27     | ۲۰ ژوئیه ۲۰۰۸   | ۲۰۰۸ | آلمان        | پیست هوکنهایم   | 1    | ۰:۰۵٫۵۸۶ | مک‌لارن | مرسدس | مک‌لارن ام‌پی۴-۲۳ | [ ۳۴ ] |
| 9      | 34     | ۱۹ اکتبر ۲۰۰۸   | ۲۰۰۸ | چین          | شانگهای         | 1    | ۰:۱۴٫۹۲۵ | مک‌لارن | مرسدس | مک‌لارن ام‌پی۴-۲۳ | [ ۳۵ ] |
| 10     | 45     | ۲۶ ژوئیه ۲۰۰۹   | ۲۰۰۹ | مجارستان     | پیست هنگارورینگ | 4    | ۰:۱۱٫۵۲۹ | مک‌لارن | مرسدس | ام‌پی۴-۲۴        | [ ۳۶ ] |